# Mark Burke (Fußballspieler)
Mark Stephen Burke (* 12. Februar 1969 in Solihull) ist ein ehemaliger englischer Fußballspieler.

## Karriere
Burke spielte ab 1987 beim Erstligisten Aston Villa. Am Ende der First Division 1986/87 stieg der Verein in die zweite Liga ab. Anschließend wechselte Burke zum Zweitligisten FC Middlesbrough. 1988 stieg der Verein auf, aber gleich darauf wieder ab. Von 1991 bis 1994 war Burke beim Zweitligisten Wolverhampton Wanderers unter Vertrag, 1994 bis 1995 außerdem noch bei Luton Town und Port Vale. 1995 wechselte er zum niederländischen Erstligisten Fortuna Sittard, bestritt 108 Erstligaspiele und schoss dabei 10 Tore. 1999 erreichte Burke mit dem Team das Finale des KNVB-Pokal. 1999 wechselte er zum japanischen Zweitligisten Ōmiya Ardija, 2001 zum rumänischen Erstligisten Rapid Bukarest. Danach spielte er bei IF Brommapojkarna und TOP Oss. 2002 beendete Burke seine Karriere als Fußballspieler.